# Spinnenkrabben
Spinnenkrabben (Stenorhynchus) sind kleine, langbeinige Vertreter der Krabben.

## Aussehen
Die Tiere haben ein ovales Carapax, das höchstens zwei Zentimeter lang wird. Das anschließende Rostrum ist genau so lang wie der Carapax oder etwas länger. Es ist zugespitzt und bedornt und kann schmerzhafte Verletzungen verursachen. Die Beine sind sehr lang und geben den Krabben ein spinnenartiges Aussehen. Männliche Spinnenkrabben sind erheblich kleiner als die Weibchen. Ihr nach unten geklappter Hinterleib ist dreieckig, während der weibliche rund und breiter ist.

## Aquarienhaltung
Spinnenkrabben können im Meerwasseraquarium gehalten werden. Sie belästigen allerdings kleine Wirbellose, wie Krustenanemonen oder Federwürmer. Angeblich haben sie auch schon mit ihrem Rostrum kleine Fische aufgespießt und gefressen.

## Arten
- Die Karibische Spinnenkrabbe (Stenorhynchus seticornis) lebt in der Karibik, bei den Bahamas und entlang der Küste Brasiliens. Sie halten sich zur Tarnung bevorzugt in Schwämmen, bei Seeanemonen der Gattungen Bartolomea und Condylactis, in Gorgonien und in der Nähe von Haarsternen auf.
- Die Atlantische Spinnenkrabbe (Stenorhynchus lanceolatus) lebt an den Küsten der Kanarischen Inseln und Madeiras oft in der Gesellschaft langstacheliger Seeigel.
- Stenorhynchus debilis lebt im Golf von Kalifornien. Auch diese Art lebt mit Seeanemonen und Zylinderrosen zusammen.